# Чокирлія (комуна, Констанца)
Чокирлія (рум. Ciocârlia) — комуна у повіті Констанца в Румунії. До складу комуни входять такі села (дані про населення за 2002 рік):
- Чокирлія (1619 осіб) — адміністративний центр комуни
- Чокирлія-де-Сус (1422 особи)

Комуна розташована на відстані 178 км на схід від Бухареста, 28 км на захід від Констанци, 148 км на південь від Галаца.

## Населення
За даними перепису населення 2002 року у комуні проживала 3041 особа.
Національний склад населення комуни:
| Національність | Кількість осіб | Відсоток |
| -------------- | -------------- | -------- |
| румуни         | 2640           | 86,8%    |
| татари         | 366            | 12,0%    |
| турки          | 29             | 1,0%     |
| цигани         | 4              | 0,1%     |
| угорці         | 2              | 0,1%     |

Рідною мовою назвали:
| Мова      | Кількість осіб | Відсоток |
| --------- | -------------- | -------- |
| румунська | 2714           | 89,2%    |
| татарська | 296            | 9,7%     |
| турецька  | 25             | 0,8%     |
| циганська | 4              | 0,1%     |
| угорська  | 1              | < 0,1%   |
| німецька  | 1              | < 0,1%   |

Склад населення комуни за віросповіданням:
| Релігія       | Кількість осіб | Відсоток |
| ------------- | -------------- | -------- |
| православні   | 2568           | 84,4%    |
| мусульмани    | 394            | 13,0%    |
| п'ятдесятники | 56             | 1,8%     |
| римо-католики | 14             | 0,5%     |
| адвентисти    | 5              | 0,2%     |

## Зовнішні посилання
- Дані про комуну Чокирлія на сайті Ghidul Primăriilor